# Monticello (Corsica)
Monticello is een gemeente in het Franse departement Haute-Corse (regio Corsica). De plaats maakt deel uit van het arrondissement Calvi. Monticello telde op 1 januari 2022 2.057 inwoners.

## Geografie
De oppervlakte van Monticello bedroeg op 1 januari 2022 10,64 vierkante kilometer; de bevolkingsdichtheid was toen 193,3 inwoners per km².
De onderstaande kaart toont de ligging van Monticello met de belangrijkste infrastructuur en aangrenzende gemeenten.

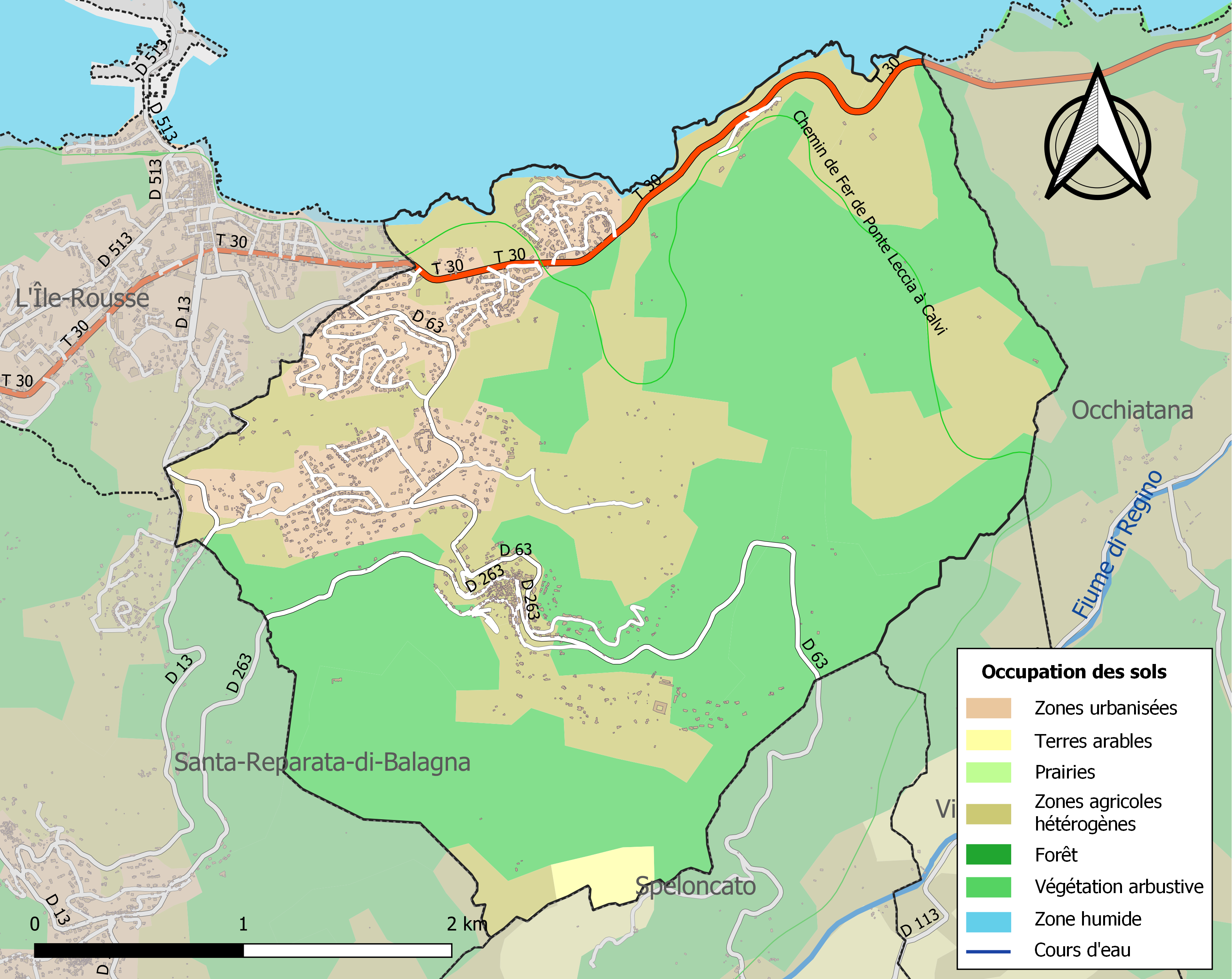

## Demografie
Onderstaande figuur toont het verloop van het inwonertal (bron: INSEE-tellingen).

Vanwege een beveiligingsprobleem met de MediaWiki Graph-software is het momenteel niet mogelijk deze grafiek weer te geven. Zodra de software is bijgewerkt zal de grafiek vanzelf weer zichtbaar worden.